# Coreopsis nuecensis
Coreopsis nuecensis là một loài thực vật có hoa trong họ Cúc. Loài này được A.Heller mô tả khoa học đầu tiên năm 1895.